# No Angels
No Angels là một ban nhạc nữ theo phong cách pop của Đức, gồm có Lucy Diakovska, Sandy Mölling và Jessica Wahls. Cả nhóm bay sang Beograd (Serbien) để dự tranh giải Eurovision 2008.

## Thành viên
- Nadja Benaissa (2000-2010)
- Lucy Diakovska
- Sandy Mölling
- Jessica Wahls
- Vanessa Petruo (2000-2003)

## Hợp tác với
Christoph Brüx
Stephan Browarczyk
Mirko von Schlieffen
Alexandra Prince ...

## Anbom
- Elle'ments (2001) #1
- Now... Us! (2002) #1
- When the Angels Swing (2002) #9
- Pure (2003) #1 Christoph Brüx đã viết nhạc[1]
- The Best of No Angels (2003) #5
- Acoustic Angels (2004) #80
- Destiny  (2007) #4
- Very Best of No Angels (2008) -
- Welcome to the Dance (2009) #26

## Giải thưởng

### 2001
- Bambi - "Pop National"
- Bravo Otto (Gold) - "Superband Pop"
- Comet - "Best Act National"
- Eins Live Krone - "Best Newcomer"
- Goldene Henne - "Music"
- Top of the Pops Award - "Top Single Germany"

### 2002
- Bravo Otto (Gold) - "Superband Pop"
- Comet - "Viewer's Choice Award"
- Echo (music award) - "Best National Group - Rock/Pop"* [2]
- ECHO - "Best National Single - Rock/Pop"
- Eins Live Krone - "Best Band"
- Radio Regebogen Award - "Newcomer 2001"
- World Music Awards - "Best-selling German Act"[3]

### 2003
- Bravo Otto (Gold) - "Superband Pop"
- Comet - "Band National"
- ECHO - "Best National Videoclip"
- Eins Live Krone - "Best Single"
- Goldene Kamera - "Best Band"
- NRJ Music Awards - "Best German Song"[4]

### 2007
- Bayrischer Musiklöwe - "Best Comeback"

### 2009
- Szenepreis - "Song of the Year 2008 - national"

### 2010
- Szenepreis - "Song of the Year 2009 - national"